# リチャード・ヒューズ
リチャード・アーサー・ウォレン・ヒューズ OBE（Richard Arthur Warren Hughes、1900年4月19日 - 1976年4月28日）は、イギリス人の詩人、短編小説家、小説家、劇作家、ラジオドラマ作家。

## 生涯
サリー州ウェイブリッジに生まれる。父は公務員であったアーサー・ヒューズ、母はルイザ・グレイス・ウォレン。母はジャマイカで育った人であった。ヒューズはチャーターハウスで教育を受け、オックスフォードのオリエル・カレッジを1922年に卒業する。
1917年にチャーターハウスの校長が、ヒューズの処女作をスペクテイター誌に送付した。その内容は学校生活について書いた随筆で、最近出版され、英国のパブリックスクールの少年達の間で交わされる同性愛について包み隠しなく叙述し、熱狂的な賞賛を得た、アレク・ウォー作の「ルーム・オヴ・ユース（The Loom of Youth）」を攻撃したものであった。オックスフォードで、ヒューズはロバート・グレイヴズに出会う。グレイヴズもまたチャーターハウスの卒業生であった。二人は共同で詩作の出版の編集に携わることになり、1921年にはオックスフォード詩集を発表する。ヒューズの短編劇である「姉妹の悲劇（The Sisters' Tragedy）」は1922年になる頃にはウエスト・エンドのロイヤル・コート・シアターで上演されていた。また、ヒューズは世界で最初のラジオドラマとなる「デインジャー」の作者であり－ナイジェル・プレイフェアが働きかけてヒューズからBBC（英国放送協会）に権限が与えられたのだが－1924年1月15日に放送されている。
ヒューズは結婚する前に、ジャーナリストとして雇われて、世界中を旅していたことがあった。その後1932年に画家のフランシス・ベイズリーと結婚している。彼らはしばらくノーフォークに住んだ後、1934年にはサウス・ウェールズ、ラーンの、カースル・ハウスに移る。ディラン・トマスがヒューズと一緒に滞在し、カースル・ハウスに住んでいる間に書いたのが「Portrait of the Artist as a Young Dog」である。トマスの中ではヒューズは、永遠にこのカースル・ハウスを思い出すための手段だったのである。
ヒューズはたった四篇の小説しか書いていない。その中で最も有名なものは、1929年の「The Innocent Voyage」－現在「A High Wind in Jamaica」として知られている小説－である。これはヒューズ自身が初版が出版された後すぐにタイトルを改題したものである。19世紀を舞台とし、イギリス人の子供達が、海賊によって予期せぬうちに捕縛され、そこから始まる出来事を順に追ったものである。子供達が、実は海賊以上にモラルが無いことが暴露されるのである（ヒューズが、カクテルのハングマン・ブラッドのことを初めて書いたのがこの小説の中に出てくる）。1938年には、彼は寓話的小説である「In Hazrd」－カテゴリー5に分類される、1932年のキューバでのハリケーンの、その勢いが最も強かった4日間、そのあいだ中ずっとハリケーンに巻き込まれていたS.S. Phemius号の実話に基づいている－を書いている。その他子供向けの物語を何冊か書いている。その中の一つが「The Spider's Palace」である。
第二次大戦中は、ヒューズは海軍本部で事務職をしていた。彼は建築家であるジェイン・ドリューとマックスウェル・フライに会う。ジェインとマックスの子供達は、この当時、かなりの期間をヒューズ家で過ごしている。戦争が終わった後、ヒューズはエイリング・スタジオの脚本を書く仕事に10年間携わっている。そして、1961年までは一篇の小説も発表しなかった。
彼の作品のうちで最も重要なものは、おそらく三部作すなわち－「The Human Predicament」、これは当時には最初の2巻しか完成しなかった－そして「The Fox in the Attic」(1961)、そして「The Wooden Shepherdess」(1973)である。ヒューズはこの三部作が完成した後に亡くなる。12章で50ページ未満だが、最終巻が現在は出版されている。これらの著作の中で、彼は、1920年代から始まって第二次大戦を経た後までのヨーロッパの歴史を順に追っていくのである。例えば、未遂に終わったミュンヘンのクーデターからヒトラーが逃れるといった、実在の登場人物と実際にあった出来事を創作に交えながら。
人生も後半になると、ヒューズはプリンシパル・エリア（州）（グウィネズ）のアングルシー島に移住する。(http://stainedglass.llgc.org.uk/object/3757)
ヒューズはRoyal Society of Literature (王立文学協会)の一員であった。またアメリカ合衆国では、National Institute of Arts and Letters (国立芸術文学協会)の名誉会員であり、同時にAmerican Academy of Arts and Letters (アメリカ芸術文学学会)の名誉会員でもあった。1946年に大英帝国勲章OBEに叙勲された。

## 家族
リチャードとフランシスには5人の子供がいる。Robert Elyston-Glodrydd (1932年生), Penelope (1934年生), Lleky Susannah (1936年生), Catherine Phyllida (1940年生) そして Owain Gardner Collingwood (1943年生)、4人目のキャサリンは歴史家となり、コリン・ウェルズと1960年に結婚している。

## 主な日本語訳
- 『ジャマイカの烈風』（小野寺健訳、晶文社） 1977年、のち新版 2003年
- 『大あらし』（北山克彦訳、晶文社） 1975年
- 『クモの宮殿』（八木田宜子, 鈴木昌子訳、ハヤカワ文庫） 1979年
- 『まほうのレンズ』（矢川澄子訳、岩波書店、岩波少年文庫）、のち新版 1995年 - 作品集